# Западная зелёная ящерица
Западная зелёная ящерица (лат. Lacerta bilineata) — вид ящериц из семейства настоящих ящериц.

## Внешний вид
Длина туловища 13 см, общая длина до 40 см. Масса 35 г. Окраска тела сильно варьирует и может быть зелёного или коричневого цвета и иметь много различных узоров на коже. Горло самца синего цвета, хотя у самок эта окраска также иногда встречается.

## Образ жизни
Рацион состоит в основном из членистоногих и других беспозвоночных, хотя также может поедать фрукты, яйца птиц и птенцов.
Яйцекладущая ящерица. Сезон размножения начинается в конце мая. Самка откладывает 6—23 яиц в сыпучий песок или растительность. Детёныши вылупляются в августе или сентябре. Самка достигает половой зрелости при длине тела около восьми сантиметров.
Продолжительность жизни до 15 лет.

## Распространение
Вид распространён в Европе. Ввезён в Канзас, США. Обитает от уровня моря до 2160 метров над уровнем моря. Живёт в травянистых областях с редкими деревьями и кустарниками и сырых землях с густой растительностью. Найден также на границе редколесья и вблизи ограждений в традиционно обрабатываемых землях (в том числе виноградников).

## Природоохранный статус
Локально виду грозит потеря среды обитания из-за выпаса крупного рогатого скота, выжигания кустарников и деревьев и загрязнения пестицидами. Он включён в Приложение III Бернской конвенции и Приложение IV Директивы ЕС и присутствует в ряде охранных территорий. Этот вид относится к категории уязвимых в Швейцарии.